# Benjamin Stambouli
Benjamin Stambouli, född 13 augusti 1990 i Marseille, är en fransk professionell fotbollsspelare som spelar som defensiv mittfältare för Metz.

## Klubbkarriär

### Montepellier
Den 3 mars 2010 undertecknade Stambouli sitt första proffskontrakt efter att ha enats om ett treårigt avtal med Montepellier. Den 8 augusti 2010 gjorde Stambouli gjorde ett hattrick av volleys under sin professionella debut i en ligamatch mot Bordeaux. Under säsongen 2013/14 spelade Stambouli 37 av Montpelliers 38 ligamatcher och blev även befordrad till vice-kapten bakom brasilianska Hilton.

### Tottenham Hotspur
Den 1 september 2014 bekräftades det att Stambouli hade skrivit på för Premier League-laget Tottenham Hotspur för en rapporterad övergångssumma på 4,7 miljoner pund. Han gjorde sitt första mål för klubben i en Europa League-match mot Partizan Belgrad den 27 november när han följde upp en stolpretur från Roberto Soldado. Vid slutet av sitt första år i Spurs hade Stambouli endast gjort 12 framträdanden i Premier League.

### Paris Saint-Germain
Efter intresse från bland annat Watford bekräftade Paris Saint-Germains tränare Laurent Blanc den 20 juli 2015 att Stambouli skulle gå till PSG mot en avgift på 6 miljoner pund, 1,3 miljoner mer än Tottenham hade betalat ett år tidigare.

### Schalke 04
Den 26 augusti 2016 värvades Stambouli av tyska Schalke 04, där han skrev på ett fyraårskontrakt. Den 4 augusti 2020 förlängde Stambouli sitt kontrakt i klubben fram till 2023. Säsongen 2020/2021 blev Schalke 04 nedflyttade till 2. Bundesliga och Stambouli lämnade därefter klubben.

### Adana Demirspor
Den 26 juli 2021 värvades Stambouli av turkiska Adana Demirspor, där han skrev på ett tvåårskontrakt.

### Återkomst i Frankrike
Den 1 februari 2024 återvände Stambouli till Frankrike och skrev på ett halvårskontrakt med Reims. Den 10 september 2024 skrev han på ett tvåårskontrakt med Ligue 2-klubben Metz.

## Meriter
Montpellier
- Ligue 1: 2011–12

Paris Saint-Germain
- Ligue 1: 2015–16
- Coupe de France: 2015–16
- Coupe de la Ligue: 2015–16
- Trophée des Champions: 2015, 2016